# Aeroporto Internacional de Monastir - Habib Bourguiba
O Aeroporto Internacional de Monastir - Habib Bourguiba (em francês: Aéroport International de Monastir - Habib Bourguiba; em árabe: مطار الحبيب بورقيبة الدولي) (IATA: MIR, ICAO: DTMB) é um aeroporto que serve Monastir, no leste da  Tunísia. 
É utilizado principalmente pelas  linhas aéreass charter que trazem turistas a Tunísia. Além disso, serve de aeroporto principal das cidades de Sousse e Mahdia. É o hub principal da companhia tunisina Nouvelair.
Em 2009, o movimento de passageiros foi de 3 831 924, ligeiramente acima da capacidade nominal de 3 500 000, mas abaixo dos 4 279 802. Previa-se que o número de passageiros diminuisse ainda mais devido à abertura do Aeoroporto de Enfidha-Hammamet em dezembro de 2009, situado mais perto da maior estância turística da Tunísia, Hammamet-Nabeul.

## Linhas Aéreas e destinos
- Aer Lingus (Dublin [sazonal])
- Air Berlín (Berlin -Tegel, Colónia/Bonn [sazonal], Dresden [sazonal], Düsseldorf, Frankfurt [sazonal], Hamburgo [sazonal], Hannover [sazonal], Leipzig/Halle [sazonal], Münster/Osnabrück, Nuremberg, Paderborn/Lippstadt [sazonal])
- Air Italy Polska (Katowice [sazonal], Varsóvia [sazonal])
- Arkefly (Amsterdam)
- Hello (Zurique [sazonal])
- Jat Airways (Belgrado)
- Jetairfly (Bruselas, Lieja)
- Karthago Airlines (Belgrado [sazonal], Debrecen, São Petersburgo, Verona)
- Livingston (Verona)
- Luxair (Luxemburgo)
- Nouvelair (Belfast, Belgrado via Djerba [sazonal], Cork, Debrecen, Düsseldorf, Dublin, Hamburgo, Múnique, Rostock-Laage, Teherán-Imam Khomeini [charter], Verona)
- Palmair (Bournemouth)
- Scandinavian Airlines System (Gothemburgo-Landvetter, Oslo, Estocolmo)
- Sevenair (Malta, Túnis)
- SmartLynx Airlines (Riga [sazonal - verão])
- Swiss International Air Lines (Zurique)
- TAROM (Bucareste -Otopeni [sazonal])
- Thomas Cook Airlines (Belfast-Internacional [sazonal], Birmingham, Bristol, Doncaster/Sheffield [sazonal], East Midlands, Glasgow-Internacional, Leeds/Bradford [sazonal], Londres-Gatwick, Londres - Stansted, Manchester, Newcastle)
- Thomson Airways (Coventry [sazonal], Birmingham, East Midlands, Glasgow-Internacional, Londres-Gatwick, Londres-Luton, Manchester, Newcastle)
- Transaero Airlines (Moscou -Domodedovo)
- Transavia.com (Amsterdam, Paris-Orly)
- TUIfly (Colonia/Bonn, Düsseldorf, Frankfurt, Hannover, Hamburgo, Stuttgart)
- Tunis Air (Belgrado, Berlín-Schönefeld, Düsseldorf, Frankfurt, Hamburgo, Genebra, Luxemburgo, Lyon, Marselha, Munique, Niza, Paris-Orly, Roma-Fiumicino, Saarbrücken, Zurique)
- XL Airways France (Lille, Nantes, Paris-Charles de Gaulle)